# Christiaan Barnard
Christiaan Neethling Barnard (Beaufort West, 8 novembre 1922 – Pafo, 2 settembre 2001) è stato un chirurgo sudafricano, di fama mondiale per aver praticato il primo trapianto di cuore della storia della medicina.

## Biografia

### Anni giovanili
Nacque da Adam Barnard, un missionario della chiesa protestante olandese, e Mary. La sua famiglia è composta da cinque figli, uno dei quali, Abraham, muore a soli cinque anni per problemi cardiaci. Si diploma presso la Beaufort West High School nel 1940 e decide di andare a studiare Medicina alla University of Cape Town Medical School, dove si laureerà nel 1946. All'ospedale di Città del Capo conosce la sua futura moglie, l'infermiera Aletta Louw, che sposerà una volta avuto il denaro necessario per mettere su famiglia.

### Inizio della professione
Barnard muove i suoi primi passi di medico come interinale presso l'Ospedale Groote Schuur di Città del Capo; in seguito lavora come medico generico a Ceres, una cittadina rurale nella provincia del Capo Occidentale, a 150 chilometri da Città del Capo; nel 1951 ritorna a Città del Capo, precisamente al City Hospital. Durante questo periodo riceve il Master in medicina dall'università della città; nello stesso anno ottiene il dottorato in medicina, sempre presso la stessa università.
Nel 1953 Barnard consegue una borsa di studio che gli permetterà di trascorrere due anni negli Stati Uniti d'America per perfezionarsi in chirurgia cardiotoracica, presso il celebre professore Owen H. Wangesteen a Minneapolis. È l'occasione della vita per Barnard, che arriva a New York nel 1956, per poi dirigersi in Minnesota. Barnard trascorre così due anni imparando le tecniche di cardiochirurgia da Wangesteen, ripetendo sugli animali le operazioni che vedeva in sala operatoria.
In questo periodo Barnard fa anche la conoscenza di Norman Edward Shumway, le cui ricerche contribuirono in modo fondamentale al lavoro di preparazione necessario per un futuro trapianto di cuore tra uomini. Nel 1958 Barnard riceve prima il master in scienza della chirurgia (con una tesi sulla valvola aortica e i problemi connessi alle protesi valvolari) e poi il PhD. Barnard parlò in seguito dei due anni trascorsi negli Stati Uniti come i più affascinanti della sua vita.
Tornato in Sudafrica nel 1958, Barnard diventa chirurgo cardiotoracico al Groote Schuur Hospital, costituendo la prima unità coronarica dell'ospedale. Poco dopo viene nominato docente a tempo pieno e direttore della ricerca chirurgica presso l'università di Città del Capo. Nel 1960 si reca a Mosca per incontrare Vladimir Demikhov, uno dei più avanzati studiosi di trapianti umani. Nel 1961 è promosso a capo della divisione per la chirurgia cardiotoracica all'università di Città del Capo, che lo nominerà professore al dipartimento di chirurgia l'anno dopo.
Barnard è il chirurgo di punta del Groote Schuur Hospital, porta a termine la prima operazione "a cuore aperto" eseguita in Africa; al Groote Schuur il suo braccio destro diventa Marius, un fratello più giovane di Christiaan, anche lui diventato chirurgo al dipartimento di cardiochirurgia. Dopo che nel 1953, negli Stati Uniti, era stato per la prima volta trapiantato un rene, Barnard riesce a eseguire il primo trapianto di quest'organo in Sudafrica, nel 1959.
Intanto Barnard continua a sperimentare per anni il trapianto di cuore sugli animali: per studiare una nuova tecnica di trapianto eseguì l'operazione su più di cinquanta cani, fallendo sempre. Alla cinquantaduesima operazione infine riesce. Barnard si esercita inoltre con scimpanzé, orangutan e babbuini, su cui prova in gran segreto il trapianto del cuore. Con la disponibilità di nuove e innovative tecniche chirurgiche, tra i cui pionieri c'è anche Norman Shumway, diverse équipe mediche erano teoricamente pronte a eseguire un trapianto di cuore umano. Questa era la meta tanto ambita da Barnard, che però doveva aspettare di avere il paziente e il donatore compatibili.

### Il primo trapianto di cuore
Il 2 dicembre 1967, a Città del Capo, in un incidente d'auto perde la vita la signora Myrtle Ann Darvall, mentre la figlia Denise, una ragazza di 25 anni, è in stato di morte cerebrale, a causa delle ferite riportate. In cura all'Ospedale Groote Schuur c'era in quel periodo uno sportivo lituano di 54 anni, Louis Washkansky, che soffriva di diabete e di un inguaribile male cardiaco. Barnard parla con il padre di Denise, che dà il suo consenso per il trapianto. Il primo trapianto di cuore umano al mondo viene effettuato il 3 dicembre 1967: l'operazione è condotta dal dottor Christiaan Barnard, assistito dal fratello Marius e un team di una trentina di persone (tra cui anche Hamilton Naki).
Dopo 9 ore in sala chirurgica il cuore della defunta Denise Darvall viene impiantato nel corpo di Washkansky e funziona regolarmente. La sensazionale notizia fa il giro del mondo in poche ore: Barnard diventa l'uomo del momento.
Passato l'entusiasmo, il problema del trapianto diventa l'eventuale rigetto. Dopo una settimana in cui le condizioni di Washkansky sembrano buone, il 9 dicembre i globuli bianchi nel sangue diminuiscono, il 15 la diagnosi: polmonite bilaterale, indotta dai farmaci immunosoppressivi che stava assumendo il paziente. Tra il 16 e il 20 dicembre le condizioni di Washkansky si fanno gravissime, la polmonite non è guaribile. La notte del 21 dicembre 1967 Washkansky muore, diciotto giorni dopo il trapianto.
Nonostante il primo paziente con il cuore di un altro essere umano sia sopravvissuto poco più di due settimane, l'operazione di Barnard costituisce una pietra miliare per la chirurgia. Barnard in pochissimo tempo diventa una stella internazionale, ed è celebrato in tutto il mondo: il suo viaggio negli Stati Uniti con la moglie diventa un vero e proprio trionfo mediatico, tra partecipazioni a show televisivi, incontri nelle università e con politici e scienziati.

### Prosieguo della carriera medica
Il secondo trapianto di cuore di Barnard avviene il 2 gennaio 1968: il cuore di Clive Haupt viene impiantato nel corpo del dentista Philip Blaiberg, che sopravviverà 19 mesi. Per questa operazione, aver trapiantato il cuore di un nero in un bianco, Barnard riceve il premio di "Uomo dell'anno" da parte dell'Unione degli Stati africani. Dopo il trapianto di cuore a Blaiberg, Barnard si reca in Europa, dove tra gli altri incontra papa Paolo VI e lo scalatore Walter Bonatti.
A Dorothy Fisher fu donato un nuovo cuore nel 1969, facendo così di lei la prima persona nera a ricevere il trapianto: visse per 12 anni e mezzo dopo l'operazione. Dirk van Zyl subì il trapianto nel 1971 sopravvivendo 23 anni e divenne l'uomo il cui trapianto era durato maggiormente. Barnard eseguì dieci trapianti ortotopici (1967 – 1973) e fu il primo a eseguire un trapianto eterotopico di cuore (1975), a cui ne seguirono altri 49, fino al 1984.
Mentre molti chirurghi in tutto il mondo, insoddisfatti dai risultati ottenuti, abbandonarono la strada del trapianto cardiaco, Barnard continuò lungo quella direzione, fino all'avvento della ciclosporina, che permise al trapianto di cuore di tornare in auge. Barnard fu anche il primo chirurgo a tentare il trapianto xenogeno su pazienti umani, cercando di salvare la vita di una giovane ragazza, dai cui parenti fu poi accusato di aver mal condotto l'operazione.
Durante la sua carriera medica Barnard divenne conosciuto come un brillante chirurgo, che contribuì significativamente al trattamento di malattie cardiache come la tetralogia di Fallot e l'anomalia di Ebstein. Fu promosso professore di chirurgia nel dipartimento di chirurgia dell'Università di Città del Capo nel 1972.

### L'abbandono della sala operatoria e gli ultimi anni
Barnard si ritirò dal dipartimento di chirurgia cardiotoracica dell'ospedale di Città del Capo nel 1983, dopo il vistoso peggioramento della sua artrite reumatoide alle mani, che gli rendeva impossibile operare. L'anno seguente venne nominato professore emerito. Passò due anni all'Oklahoma Transplantation Institute, negli USA, oltre a svolgere la professione di consulente per altre istituzioni.
Cominciò allora a interessarsi alla ricerca sull'anti-invecchiamento: la sua promozione (1986) del Glycel, una costosa crema "anti-invecchiamento" gli costò parte della reputazione, quando la Food and Drug Administration ne sancì il ritiro dal mercato dopo poco tempo. Tempo dopo lo stesso Barnard espresse il proprio rammarico per aver supportato il Glycel. Passò poi al ruolo di consigliere per la ricerca alla Clinique la Prairie, in Svizzera, dove si praticavano controverse "terapie ringiovanenti".
Passò i suoi ultimi anni di vita tra l'Austria, dove aveva sede la Christiaan Barnard Foundation, che si dedicava all'aiuto di bambini in tutto il mondo, e la sua fattoria nella sua città natale, Beaufort West. Barnard morì a causa di un attacco acuto di asma mentre si trovava in vacanza a Pafo (Cipro), il 2 settembre 2001. In un primo momento si era diffusa la notizia che fosse morto per un attacco cardiaco, ma ciò fu smentito dalla successiva autopsia.

## Vita privata
Barnard sposò l'infermiera Aletta Gertruida Louw, conosciuta a ventun anni durante il suo praticantato in ospedale, nel 1948, nella Groote Kirk, la più grande chiesa di Città del Capo. Mentre faceva il medico condotto a Ceres nacquero a distanza di undici mesi l'uno dall'altro i primi due figli di Barnard, Deirdre e Boetie. L'improvvisa celebrità di Barnard, con tutti gli impegni connessi, finì per ripercuotersi in modo negativo sulla sua vita privata: Chris e Aletta divorziarono nel 1969.
Nella sua seconda autobiografia Barnard affermava di aver trascorso una notte d'amore con l'attrice italiana Gina Lollobrigida nel gennaio 1968, periodo in cui si trovava a Roma per un'udienza con Paolo VI. Nel 1970 contrasse il secondo matrimonio con Barbara Zoellner, dalla quale avrà due figli. La coppia divorziò nel 1982. Nel 1988 Barnard sposò la modella Karin Setzkorn, dalla quale ebbe altri due figli prima di divorziare nel 2000.

## Opere
Christiaan Barnard scrisse due autobiografie. La prima, Una vita (One Life), fu pubblicata nel 1969, sull'onda del grande interesse mediatico verso il chirurgo sudafricano, e vendette molte copie in tutto il mondo. In parte gli introiti furono utilizzati per creare il Chris Barnard Fund, impegnato nella ricerca sulle malattie cardiache e sui trapianti di cuore a Città del Capo. La seconda autobiografia, The Second Life, fu pubblicata nel 1993.
Oltre alle suddette autobiografie il dottor Barnard scrisse diversi altri libri, tra cui:
- The Donor
- Your Healthy Heart
- In The Night Season
- The Best Medicine
- Arthritis Handbook: How to Live With Arthritis
- Good Life Good Death: A Doctor's Case for Euthanasia and Suicide
- South Africa: Sharp Dissection
- 50 Ways to a Healthy Heart
- Body Machine